# Левитация
Левита́ция (от лат. levitas — «лёгкость, легковесность») — преодоление гравитации, при котором субъект или объект пари́т в пространстве (левитирует), не касаясь поверхности твёрдой или жидкой опоры. Левитацией не считается полёт, совершаемый за счёт отталкивания от воздуха, как у насекомых, птиц или рукокрылых, или планирование, как у белок-летяг, шерстокрылов, летучих рыб или украшенных древесных змей.
Левитацией называется также один из фокусов в иллюзионизме.

## Левитация в оккультизме
В оккультизме левитацией называется сверхъестественная способность (паранормальное явление) преодолевать гравитацию.

## Левитация в физике
Для левитации необходимо наличие силы, компенсирующей силу тяжести. Источниками таких сил могут быть струи газа, сильные звуковые колебания, лазерные лучи и др. Также научно была обнаружена и экспериментально доказана диамагнитная левитация и возможность левитации за счет эффекта Мейснера.